# G.723
Nelle telecomunicazioni, la raccomandazione G.723 è uno standard ITU-T che definisce un codec per la compressione della voce come estensione del G.721 nel campo di frequenza che varia da 300 Hz a 3400 Hz utilizzando la modulazione ADPCM (Adaptive Differential Pulse Code Modulation) tra 24 e 40 kbit/s, utilizzato nelle applicazioni DCME (digital circuit multiplication equipment). Lo standard G.723 è considerato obsoleto ed è stato superato dal G.726.
Nota il G.723 è un codec completamente differente dal G.723.1.

## Vedere anche
- Lista dei codec
- G.723 [withdrawn] – Extensions of Recommendation G.721 adaptive differential pulse code modulation to 24 and 40 kbit/s for digital circuit multiplication equipment application. The content of the 1988 edition of ITU-T G.723 is now covered by ITU-T G.726.
- G.723.1 – Dual rate speech coder for multimedia communications transmitting at 5.3 and 6.3 kbit/s
- G.726 – 40, 32, 24, 16 kbit/s Adaptive Differential Pulse Code Modulation (ADPCM). Corresponding ANSI-C code is available in the G.726 module of the ITU-T G.191 Software Tools Library.